# حلبچه
حَلَبْچِه یا حَلَبجهَ (به کردی: هه‌ڵه‌بجه/Helebce) از شهرهای استان حلبچه کردستان عراق در ۱۵–۱۰ کیلومتری مرز ایران و ۲۲۵ کیلومتری شمال شرقی بغداد است.
این شهر در منطقهٔ شهرزور عراق قرار دارد. این شهر در مجاورت مرزی شهرستان پاوه و شهر مریوان از ایران قرار دارد.
شهرک حلبچه پس از بمباران شیمیایی رژیم بعث به دلیل آلودگی شدید مواد شیمیایی خالی از سکنه شد. لذا ساکنان این منطقه شهر را در فاصلهٔ نزدیک سه کیلومتری از محل حادثه از نو بنیان نهادند. مردمان این منطقه به شهر بمباران شده همینک حلبچه قدیم (هه‌ڵه‌بجه‌ی كۆن) می‌گویند که خالی از سکنه است و شهرک نو بعد از بمباران را حلبچه تازه (هه‌ڵه‌بجه‌ی تازه‌) می‌نامند.
.

## تاریخچه

### بمباران شیمیایی
ساکنان حلبچه در جریان جنگ ایران و عراق، در تاریخ ۱۶ تا ۱۷ مارس ۱۹۸۸ توسط رژیم وقت عراق بمباران شیمیایی شدند و بیشتر از پنج هزار غیرنظامی و بی‌دفاع در یک نیمروز در این شهر جان باختند. این بمباران شیمیایی تقریباً هم‌زمان بود با عملیاتی موسوم به عملیات انفال (عملیات انفال عملیاتی بود که پیرامون آن حدود ۱۸۲ هزار نفر به‌ویژه کودکان و زنان و سالخوردگان مناطق کردنشین توسط ارتش حزب بعث عراق کشته و زنده به گور شدند) مناطق اطراف حلبچه در آن زمان (زمان بمباران شیمیایی) در اشغال نیروهای ایرانی و هم‌چنین در دست گروه‌های پیش‌مرگ کُرد (یه‌كیه‌تی) بود و صدام به جرم همکاری با نیروهای ایرانی دست به این کار زد. طبق گفتهٔ ساکنان شهر حلبچه ۵ روز پیش از کشتار توسط هواپیماهای رژیم بعث اعلامیه‌هایی مبنی بر خروج از شهر و قطع همکاری ساکنان شهر با سپاه پاسداران انقلاب اسلامی ایران ریخته شد ولی در اعلامیه‌ها هیچ اشاره‌ای مبنی بر بمباران شیمیایی نشده بود. سپاه پاسداران و اتحادیهٔ میهنی کردستان در این شهر اقدام به ایجاد پایگاه‌های لجستیکی کرده بودند و نیز مراکزی رایگان جهت تامین آذوقه مانند قند و شکر و روغن و نان و ... به ساکنان حلبچه احداث نموده بود که موجب خشم مقامات بعثی و بوجود آوردن چنین فاجعه‌ای گردید. 
احمد ناطقی، سعید صادقی و سعید جان‌بزرگی (که به دلیل استنشاق گازهای شیمیایی بعدها جانش را از دست داد) عکاسانی بودند که هم‌زمان با بمباران شیمیایی، در حلبچه بودند و عکس‌های مهمی از قربانیان حلبچه ثبت کردند. انتشار عکس‌های آن‌ها به دلیل آنکه در لحظهٔ مرگ قربانیان گرفته شد، تکان‌دهنده بود و تأثیر فراوانی بر افکار عمومی جهان گذاشت. عکس عمر خاور (مرد کردی که کودکی را در آغوش دارد) از آثار احمد ناطقی و تندیس همین تصویر در چند جای حلبچه نصب شده‌است.
عکاسان سایر کشورهای جهان دو روز بعد، از این جنازه عکس گرفته‌اند اما به دلیل گذشت زمان، جنازه‌ها از حالت اولیه خارج شده و از تأثیرگذاری کمتری برخوردار بودند.
گازهای سمی به‌کار رفته از سوی دولت عراق در حلبچه گاز خردل، سارین، تابون و وی‌ایکس بود که از سوی برخی دولت‌های غربی به رژیم بعث عراق تحویل داده شده بود و معامله‌گر هلندی فرانس فان آنرات در این مسئله نقش کلیدی داشت.
کیهان کلهر قطعه‌ای به یاد قربانیان حلبچه نواخت که در آلبوم شهر خاموش منتشر شد.

خانوادهٔ کامکار هم در اثری به نام «پوئم سمفونی حلبچه و خرمشهر» با زبان ساز و آواز پیرامون فاجعه حلبچه پرداخته‌اند.

## نام‌شناسی
دربارهٔ نام حلبچه توضیحات مختلف وجود دارد:
- شکارگاه عقاب بوده و در زبان کردی به عقاب هَلو (هەڵو) میگویند و هلو+بچە یعنی بچه عقاب که به مرور زمان به حلبجه تغییر یافته است.

- چون در مسیر مردم بازرگانان کرمانشاهی به سمت حلب بوده و آب و هوای آن را مانند حلب سوریه دیده‌اند، به آن حلبچه یا حلب کوچک نام نهاده‌اند.

- همچنین به علت درختان زیاد و کوهستان زیبا به آن عجب جا گفته‌اند که از فارسی گرفته شده است، و بعدها دگرگون شده است به حلبجه.

- می‌گویند نخستین کسی که شهر را آباد کرده‌است شخصی به نام هلوبگ بوده و نام شهر از وی گرفته شده و با توجه به تعلیل در زبان کردی تبدیل شده و بە (ھلوجا) یا (حلبجە) تغییر یافته است.

- به علت وجود درختان آلو و آلوچه که در زبان کردی (ھەڵوژەی) گفته می‌شوند و به مرور زمان به علت تغییرات زبان کردی به حلبچه تغییر یافته است.

- طبق روایتی میان سال‌های ۱۶۰۰ تا ۱۶۱۵ میلادی ھلوخان اردلانی آن را آباد کرده و نام خود را بر آن نهاده.

- بنا به نظر استاد جلال بابان نام شهر از نام آلپ ارسلان سلجوقی گرفته شده‌است.

## مردم

### زبان
مردم حلبچه به زبان کردی سورانی و هورامی صحبت می‌کنند.

### قومیت
مردم حلبچه کرد هستند.

### دین
اهالی حلبچه مسلمان سنی مذهب هستند.

### جمعیت
جمعیت حلبچه حدود ۱۱۷ هزار نفر است.

### افراد مشهور
- مولانا خالد شهرزوری
- مولوی کرد
- عبدالله گوران
- ملا عبدالکریم مدرس
- محمدعثمان نقشبندی
- مصطفی زلمی